# Una passejada al sol
 Una passejada al sol  (títol original en anglès: A Walk in the Sun) és una pel·lícula estatunidenca dirigida per Lewis Milestone, estrenada el 1945. Ha estat doblada al català.

## Argument
El 1943, en l'Operació Avalanxa de Salern, una secció de soldats americans desembarca, després progressa cap a una granja que li ha estat fixada com a objectiu.

## Al voltant de la pel·lícula
- Estrenada poc després dels esdeveniments, la pel·lícula és molt econòmica en efectes especials i en materials; s'agafa tot el temps exposant les relacions entre els combatents.
- L'enemic alemany és poc visible: es tracta d'un avió, d'una autometralladora que va i ve i del braç d'un soldat alemany, mai d'una cara, encara menys d'un personatge.
- Una cançó sembla haver estat escrita per a la pel·lícula, descrivint aquest episodi com un "passeig de salut" (A Walk in the Sun).

## Repartiment
- Dana Andrews: Sergent Bill Tyne
- Richard Conte: Soldat ras Rivera
- George Tyne: Soldat ras Jake Friedman
- John Ireland: Soldat ras Windy Craven
- Lloyd Bridges: Sergent Ward
- Sterling Holloway: McWilliams
- Norman Lloyd: Soldat ras Archimbeau
- Herbert Rudley: Sergent Eddie Porter
- Richard Benedict: Soldat ras Tranella

## Premis i nominacions

### Nominacions
- 1952: BAFTA a la millor pel·lícula